# 부산 금천선원 묘법연화경
금천선원 묘법연화경(金泉禪院 妙法蓮華經)은 부산광역시 금정구 금천선원에 있는 조선시대의 불경이다. 2013년 10월 23일 부산광역시의 유형문화재 제130호로 지정되었다.

## 개요
1477년(성종 8)에 서평군 한계희(西平君 韓繼喜) 일족이 발원하여 고산 불명사 화암사(高山 佛明山 花岩寺)에서 간행한 책으로, 1443년(세종 25)에 화암사에서 개판(開板)했던 판본을 번각한 것이다. 7권 2책의 완본으로 오침안정법의 선장으로 장정되었으며, 근래에 만든 감청색 책갑(冊匣)에 넣어 보관하고 있다.
금천선원 소장 『묘법연화경』은 1477년에 간행된 오래된 판본으로 드물게 전해지는 7권 완본이다. 간접적으로나마 일부 느낄 수 있는 명필가 성달생의 글씨를 비롯하여, 권4·5·7의 말에 있는 시주질들, 권7의 말에 있는 성달생의 발문, 연화질, 간기 등의 기록들은 서예사, 서지학, 인쇄사, 불교학 등의 연구에 귀중한 자료이다.

## 같이 보기
- 묘법연화경

## 참고 자료
- 금천선원 묘법연화경 - 국가유산청 국가유산포털